# Kanam
Kanam là một thị xã panchayat của quận Toothukudi thuộc bang Tamil Nadu, Ấn Độ.

## Nhân khẩu
Theo điều tra dân số năm 2001 của Ấn Độ, Kanam có dân số 3400 người. Phái nam chiếm 47% tổng số dân và phái nữ chiếm 53%. Kanam có tỷ lệ 77% biết đọc biết viết, cao hơn tỷ lệ trung bình toàn quốc là 59,5%: tỷ lệ cho phái nam là 80%, và tỷ lệ cho phái nữ là 75%. Tại Kanam, 11% dân số nhỏ hơn 6 tuổi.